# カリード
カリード（Khalid、1998年2月11日 - ）は、アメリカ合衆国ジョージア州フォート・スチュワート出身のR&Bアーティスト。

## 来歴
幼少期には母親がアメリカ軍で働いていた関係もあり、ニューヨークやドイツ・ハイデルベルクなど各地を転々としながら暮らす。高校生の時にテキサス州エルパソへ移住。その頃に音楽作りを始め、SoundCloudに投稿した楽曲で注目を集める。
2016年にデビューシングル「Location」が公開されると徐々に支持を集め、翌年にまたがってロングヒットを記録。
2017年3月に1stアルバム『American Teen』をリリースし、全米アルバムチャート最高位4位にランクイン。年間アルバムチャートでは14位を記録するヒット作品となった。また同年4月には、ゲストボーカルとして参加したLogicの楽曲「1-800-273-8255」も大きなヒットを記録するなど一躍人気アーティストとなる。同年8月に行われたMTV Video Music Awardsで最優秀新人賞を受賞した。
2018年1月に開催された第60回グラミー賞では、最優秀新人賞を含む5部門にノミネートされた。同年10月には初の来日公演が行われた。

## 人物
2024年、Xでアウティングされた事をきっかけに、ゲイであることをカミングアウトした。

## ディスコグラフィ
- アメリカン・ティーン American Teen（2017年）
- フリー・スピリット Free Spirit（2019年）